# Xysticus facetus
Xysticus facetus là một loài nhện trong họ Thomisidae.
Loài này thuộc chi Xysticus. Xysticus facetus được Octavius Pickard-Cambridge miêu tả năm 1896.